# NSB El 17
El 17 기관차는 1980년대 초반과 후반에 도입된 노르웨이의 전기 기관차이다. DB 120 기관차를 기반으로 하며, 초기에 3상 교류 유도 전동기를 사용한 차량 중 하나이다. 도입 당시에는 인터시티 열차를 위하여 사용하려고 했으나, 안정성 및 출력 문제로 El 18 기관차 도입 이후에는 플롬 선 및 입환용으로 용도가 변경되었다.

## 역사
1970년대 후반 새로운 차량을 도입하기로 하면서, 전동차와 기관차+객차 편성 중 후자를 선택하였다. 이 기관차의 기반이 된 독일 DB 120 기관차는 당시 3상 교류 유도 전동기를 사용하면서 정규 운행에 사용된 최초의 차량이었다. 노르웨이의 축중 한계 16t에 맞추기 위하여 원형에 비하여 크기가 줄어들었고, 출력 역시 줄어들었다. 당시 노르웨이에 있었던 전기 기관차보다 출력이 낮았다. 헨셸에서 기관차를 설계하였고, BBC와 NEBB에서는 전장품을 담당하였다. 같은 시기에 Di 4 기관차 및 B7 객차의 주문도 함께 이루어졌다.
1981년 첫 편성 2221-2226호가 반입되었고, 1982년 영업 운행에 사용되었다. 초기 안정성 문제로 항상 중련 운행하였으며, 개조를 통하여 해결하였다. 1982년 7월 6일에는 운행 중인 차량에서 화재가 발생하였다. 1987년 안정성 문제를 해결한 후기 편성 2227-2232호가 반입되었다. 구배가 심한 베르겐 선에는 출력 문제로 El 16 기관차를 주로 운행하였다. 설계 시에는 최대 6량의 객차를 견인할 수 있는 출력을 가정하였으나, 실제 영업에서는 8량을 견인하였기 때문에 출력 문제가 있었고, 교류 유도 전동기 기관차는 기존에 사용하였던 기관차와 운전 방식이 달랐다.

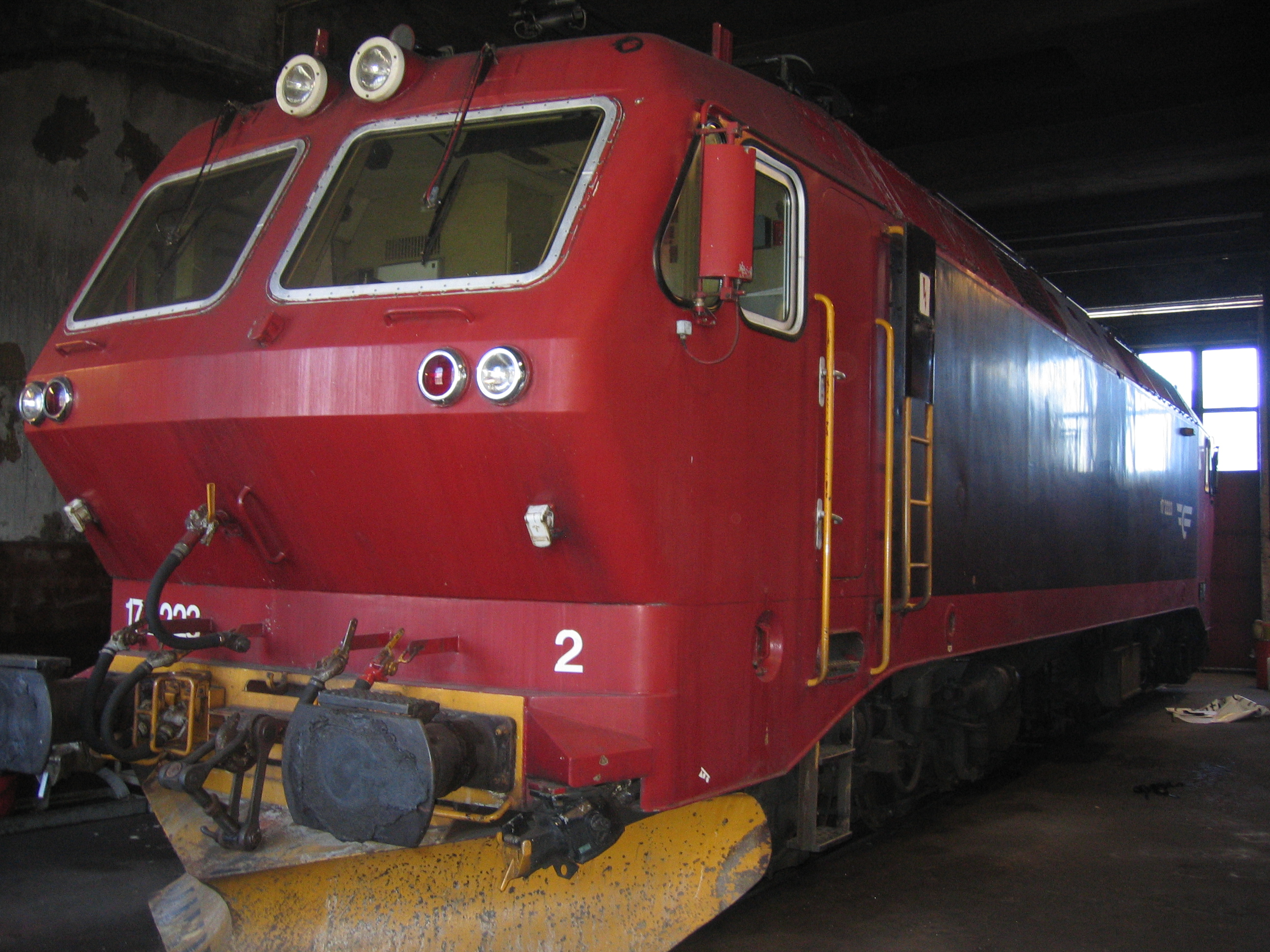
보존된 2223호

안정성 문제로 인하여 폐차 처리까지 갈 수도 있었으나, 1990년대에 El 18 기관차를 도입하여 El 17 기관차의 용도를 전환하였다. 1997년 2226호가 폐차 처리되었고, 다른 기관차는 베스트폴 선 및 예비크 선에 사용하였다. 1998년 El 17의 후기 편성 중 2량과 B3 객차를 개조한 전용 객차 6량을 플롬 선에서 운행하기 시작하였고, 후기 편성 6량이 모두 플롬 선으로 이동하였다. 초기 편성 중 2222, 2224, 2225호는 입환용으로 사용되었고, 2223호는 입환용으로 사용하다가 보존되었다.

## 기술 사양
UIC 568 신호 케이블을 사용하여 기관차끼리 떨어져 있어도 중련 운행이 가능하다. 현재 플롬 선에서 운행하는 열차는 양쪽 끝에 기관차가 연결되어 있다. 교류 유도 전동기는 브러시와 같은 부품이 없기 때문에, 저속에서도 전동기 손상 없이 강한 출력을 낼 수 있다. 이러한 특성은 급경사가 많은 구간에서 유리하다. 발전 및 회생 제동이 가능하다. 여객 열차로 설계되었지만, 가벼운 화물 열차도 견인 가능하다. 노르웨이에서 사용된 기관차 중 처음으로 중앙 복도가 있는 기관차이다.

## 참조
- Aspenberg, Nils Carl (2001). 《Elektrolok i Norge》 (노르웨이어). Oslo: Baneforlaget. ISBN 82-91448-42-6.